# Marek Hłasko
Marek Hłasko (n. 14 ianuarie 1934, Varșovia, Polonia – d. 14 iunie 1969, Wiesbaden, RFG) a fost un autor și scenarist polonez.

## Biografie
Biografia lui Hłasko este extrem de mitologizată, deoarece mai multe legende despre viața sa au fost răspândite. Marek s-a născut la Varșovia, ca singurul fiu al lui Maciej Hłasko și al Mariei Łucja, născută Rosiak. La început a trăit împreună cu părinții săi în Złotokłos; mai târziu familia s-a mutat la Varșovia. În familia Hłasko, copiii erau botezați relativ târziu, de aceea el a fost botezat la 26 decembrie 1935 în Biserica Sfântului Răscumpărător din Varșovia. Se spune că în timpul botezului când a fost întrebat dacă renunță la spiritele rele, Marek ar fi răspuns că „Nu”. Ulterior, aceste cuvinte au fost raportate ca dovadă a caracterului puternic al lui Marek. 
Hłasko a avut trei ani atunci când părinții săi au divorțat în 1937. Maciej s-a recăsătorit un an mai târziu. A murit la 13 septembrie 1939, când singurul său fiu avea cinci ani. Al Doilea Război Mondial  și-a lăsat amprenta asupra psihicului lui Marek: mai târziu a scris „este evident pentru mine că sunt un produs al perioadei de război, al foametei și al terorii, acesta este motivul pentru sărăcia intelectuală a povestirilor mele scurte. Pur și simplu, nu pot să gândesc o povestire care nu se termină cu moarte, catastrofă, sinucidere sau închisoare. Unii oameni mă acuză că mă prefac că sunt un om puternic. Ei greșesc.” La izbucnirea celui de-al doilea război mondial, mama lui Hlasko a lucrat în secretariatul de conducere al centrului electrice din Varșovia. În timpul ocupației Poloniei (1939–1945) a fost concediată și a fost vânzătoare până la începutul revoltei din Varșovia. Prin urmare, situația financiară a familiei s-a înrăutățit. În acest moment Marek și-a început educația; cu toate acestea, toate documentele care ar putea oferi informații despre educația sa au fost distruse în timpul revoltei din Varșovia. Printre școlile pe care le-a urmat a fost una lângă Fabrica St. Kazimierz de pe strada Tamka. În timpul revoltei din Varșovia, Marek a rămas cu mama sa la Varșovia, iar când s-a încheiat, s-a mutat la Częstochowa în casa unui prieten. În martie 1945, Maria și fiul ei s-au mutat în Chorzów și două luni mai târziu la Białystok, unde s-a stabilit împreună cu Kazimierz Gryczkiewicz. La începutul anului 1946, Gryczkiewicz, Maria Hłasko și Marek s-au mutat la Wrocław. 
În vara anului 1946, Marek Hłasko s-a alăturat trupei de cercetași Bolesław Chrobry. Pentru a deveni membru al trupei, Marek, cu consimțământul familiei sale, a spus că 1933 este anul nașterii sale. Mai târziu a fost demis din rândul cercetașilor din cauza prezenței slabe la întâlniri. Marek a lucrat ca mesager la Congresul Mondial al Intelectualilor pentru Pace, care a avut loc în august 1948 la Wrocław. 
Problemele legate de educația lui Marek au crescut, de asemenea. În biografia lui Hłasko, Andrzej Czyżewski scrie: „(Marek) și-a început educația la vârsta de șase ani și jumătate. În timpul școlarizării sale a fost întotdeauna unul dintre cei mai tineri elevi din clasă. Pentru a înrăutăți lucrurile și mai mult, el a avut un aspect copilăresc. Prin urmare, el nu avea cu ce să-și impresioneze colegii din școala primară: forță, dexteritate sau maturitate. El a făcut acest lucru prin agresiune și perturbație, chiar și față de învățătorii săi. În consecință, el a avut foarte puțini colegi de școală care să-i fie prieteni. El a fost întotdeauna un intrus. A plecat înainte de a reuși să-și facă prieteni și să se obișnuiască cu ei.” În iunie 1948 a absolvit Școala Elementară Maria Konopnicka din Wrocław. 
Din septembrie până în noiembrie 1948, a studiat la Camera de Comerț a Școlii Secundare de Afaceri și Administrație din Wrocław, iar din martie până în iunie 1949 în Asociația Muncitorească a Școlii Prietenii Copiilor din Legnica (la acea vreme a trăit într-un internat). Mai târziu, din decembrie 1949 până în ianuarie 1950, a urmat Liceul Tehnic și Dramatic din Varșovia, dar, la sfârșitul lunii decembrie 1949 și începutul lunii ianuarie 1950, a fost expulzat pentru „nerespectarea reglementărilor școlare, încălcări penale și o influență coruptă asupra colegilor săi”.
La vârsta de 16 ani, a obținut permisul de conducere și a început să lucreze ca șofer pe o furgonetă. La 28 septembrie 1950, el a fost condamnat de Curtea Magistraturii la două luni de muncă, cu o deducere de 10% din salariul său (întrucât a încălcat articolul 7 punctul 2 din Legea privind asigurarea disciplinei socialiste a muncii). După ce și-a executat sentința, și-a schimbat angajatorul. 
Din 15 noiembrie 1950 până la 1 ianuarie 1951, a lucrat în depozitul de transport din Bystrzyca Kłodzka. Experiențele câștigate l-au inspirat mai târziu să scrie romanul Następny do raju (Următorul către rai). În ianuarie 1951 s-a mutat la Varșovia împreună cu mama și cu tatăl său vitreg. Hłasko și-a schimbat adesea ocupația, dar a fost mereu alegerea lui. În perioada 26 februarie - 15 aprilie 1951, el a lucrat într-o bază de echipamente a Uniunii Construcțiilor Orașelor, de la 27 aprilie 1951 până la 16 iunie 1952 într-o companie de construcție a metroului "Metrobudowa", de la 4 august la 1 decembrie 1952 în Asociația de Transport din Asociațiile Consumatori din Varșovia și până la 30 martie 1953 într-o întreprindere de transport din Varșovia. 
Scrierea a devenit o șansă de a ieși din această activitate haotică. Cariera sa literară a început în 1951 când a scris Baza Sokołowska, prima sa povestire scurtă. Hłasko a devenit corespondent pentru Trybuna Ludowa (un cotidian popular polonez) când a început să lucreze la „Metrobudowa”. La sfârșitul anului 1952, el a decis să prezinte extrase din cartea sa lui Bohdan Czeszko. Scrisoarea acestuia de răspuns din 3 decembrie a aceluiași an a inclus o critică a încercărilor literare ale lui Hłasko, dar a atras atenția și asupra talentului tânărului autor. Mai mult, în 1952, Hłasko a urmat sfatul lui Stefan Łoś și a stabilit contactul cu Asociația Literară Poloneză și cu Igor Newerly, care era protectorul tinerilor scriitori. Hłasko s-a prezentat atât lui Czeszko, cât și lui Newerly ca „un șofer needucat care încearcă să-și descrie viața în timpul liber după muncă”.
În aprilie 1953, a primit o bursă artistică de trei luni din partea Asociației Literare Poloneze. A renunțat la locul de muncă ca șofer și a plecat la Wrocław pentru a lucra la debutul său literar. Mai mult, la sfatul lui Bohdan Czeszko, el a scris o povestire bazată pe schițele sale (o versiune finală a lui Baza Sokołowska) și a terminat romanul Sonata marymoncka. 
A debutat cu povestirea Baza Sokołowska în Sztandar Młodych (ziar publicat în Polonia în 1950-1997) în 1954. A devenit repede cunoscut ca cel mai talentat scriitor al tinerei generații. Cu toate acestea, intrarea în cercul literar a dus la alcoolism, care a devenit din ce în ce mai pronunțat. În perioada 1955-1957 a editat o secție de proză în Po Prostu (o revistă socialo-politică poloneză publicată în 1947-57), dar nu a fost un publicist bun. În 1956, el a obținut propriul său apartament în Varșovia. El a dobândit faimă și popularitate datorită stilului său original de lucru, precum și comportamentului neconvențional și al hainelor sale. Marek Hłasko a fost o figură legendară a tinerei generații, un simbol al neconformismului. Spre deosebire de copilărie, el era bine clădit; totuși, aspectul fizic i-a ascuns supra-sensibilitatea și incertitudinea. El era predispus la depresie și nu se putea adapta la realitatea de zi cu zi. Această înclinație a lui Marek era în contrast cu opinia pozitivă a prietenilor lui. 
În 1958, Marek Hłasko s-a dus la Paris. Presa de acolo l-a numit un James Dean din Europa de Est, mai ales că Hłasko se asemăna fizic, în mod izbitor, cu acesta. Hłasko s-a identificat într-adevăr cu acest rol: a vandalizat localuri și restaurante. În acest moment, Marek Hłasko a dobândit faimă la nivel mondial. Cu toate acestea, îi plăcea viața de vagabond, așa că a părăsit Parisul și a plecat în Germania și apoi în Italia. 
Publicarea lui Cmentarze (cu sensul de Cimitirul), roman critic al socialismului de stat, în Kultura, revista lunară pariziană a emigranților polonezi, a provocat lansarea unei campanii de presă negative împotriva acestuia în Polonia. Când cererea sa de reînnoire a pașaportului a fost respinsă, Hłasko a solicitat azil politic în Germania de Vest. După trei luni, s-a răzgândit și a încercat să se întoarcă în Polonia. Cu toate acestea, în așteptarea unui răspuns din partea guvernului polonez, el a decis să viziteze Israelul în 1959. El nu a putu trăi fără Polonia, dar în același timp nu s-a putut întoarce în patria sa. Deoarece nu a avut talent în a studia și învăța limbi străine, el a constatat că este dificil să se adapteze la realitatea vieții din străinătate. Marek Hłasko a dus o viață de vagabond, dar nu a mai trebuit să lucreze deoarece publicațiile sale i-au oferit un venit constant. El a lucrat manual, dar a făcut-o din curiozitate mai degrabă decât de nevoie. Din 1960, el a locuit în Germania cu soția sa, actrița germană Sonja Ziemann cu care a fost căsătorit în perioada 1962-1965. 
În 1963, el a petrecut o lună de închisoare pentru altercațiile sale cu poliția. În 1964, el a încercat de două ori să se sinucidă. Între anii 1963 și 1965, a petrecut un total de 242 de zile în clinici de psihiatrie. În 1965, a divorțat de soția sa, iar în 1966, cu ajutorul lui Roman Polanski, s-a dus în Statele Unite, la Los Angeles. A trebuit să scrie scenarii, dar acest lucru nu i-a reușit. A avut o aventură cu Betty, soția lui Nicholas Ray, regizorul filmului Rebel fără cauză, și astfel și-a încheiat cariera ca scenarist. În schimb, a obținut o licență de pilot. 

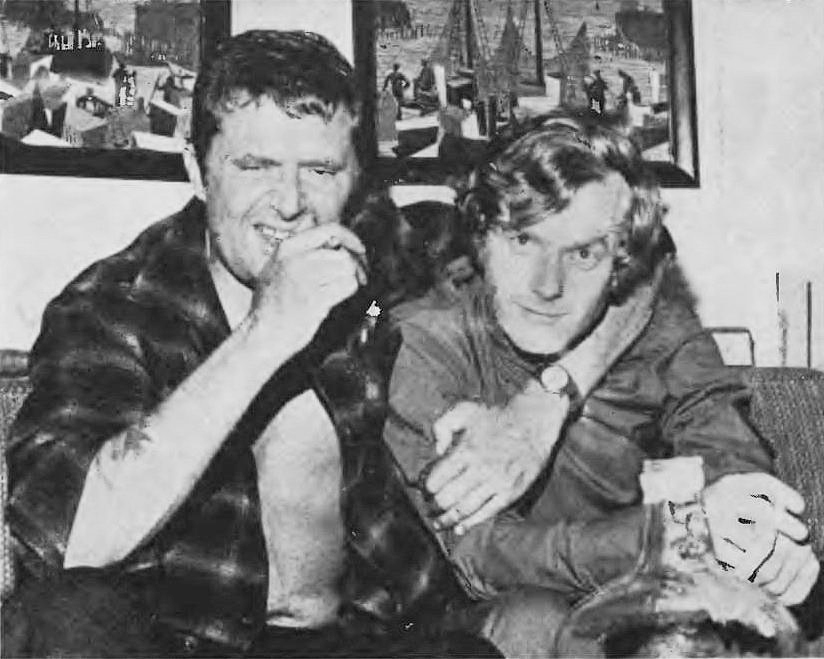
Marek Hłasko și Krzysztof Komeda

În decembrie 1968, în timpul uneia dintre petrecerile sale, l-a împins din greșeală pe compozitorul și pianistul de jazz Krzysztof Komeda de pe un taluz abrupt. Ca rezultat al acestui accident, Komeda a avut un hematom pe creier și a murit patru luni mai târziu. Hłasko a afirmat: „Dacă Krzysztof moare, eu o să plec” (Jeśli Krzysio umrze, to i ja pójdę). În 1969, s-a reîntors în Germania.
A murit la Wiesbaden la 35 de ani. Circumstanțele morții sale rămân necunoscute. O ipoteză este că el a amestecat alcoolul cu medicamente sedative. Cu toate acestea, cei care l-au cunoscut au susținut că sinuciderea iese din discuție în cazul său. 
În 1975, cenușa sa a fost dusă în Polonia și îngropată la cimitirul Powązki din Varșovia. Jan Himilsbach, scriitor, actor și pietrar care a lucrat în cimitir, a fost unul dintre inițiatorii aducerii rămășițelor lui Hłasko în Polonia. Himilsbach a sculptat inscripțiile de pe mormântul lui Hlasko. Textul a fost sugerat de mama lui Hlasko și spune: „Viața lui a fost scurtă și toată lumea i-a întors spatele”.

## Lucrări literare
Viața privată a lui Marek a fost asemănătoare cu viața personajelor operelor sale - romantică, dură, care au devenit simboluri ale dezamăgirii față de realitățile anilor 1950. Humphrey Bogart și Fyodor Dostoievski au fost idolii săi. Proza sa a exprimat obiecțiile sale față de conformitatea și ipocrizia literaturii realiste socialiste. El a scris despre protestul naturii morale. În lucrările sale a ilustrat viețile claselor inferioare dominate de lipsa de speranță și de cinism. Personajele sale visează la schimbări care se dovedesc a fi zadarnice. Publicarea operelor sale a fost interzisă în Polonia timp de 20 de ani. A fost co-scenarist al unor filme precum Koniec nocy (1957), Pętla (1957), Spotkania (Întâlniri, 1957), Ósmy dzień tygodnia (1958) și Baza ludzi umarłych. 

### Romane
(Romanele nu au fost traduse în limba română. Traducerile în limba română sunt neoficiale și aproximative).
- Ósmy dzień tygodnia (A opta zi a săptămânii, 1957)
- Następny do raju (Următorul către rai,[16] 1958)
- Cmentarze (Cimitirul, 1958)
- Wszyscy au odwróceni (Toată lumea s-a întors cu spatele, 1964)
- Brudne czyny (Fapte murdare, 1964)
- Drugie zabicie psa (A doua ucidere a unui câine, 1965)
- Nawrócony w Jaffie (Convertire în Jaffa, 1966)
- Sowa córka piekarza (Fiica brutarului, 1967)
- Sonata marymoncka (publicat postum în 1982)
- Palcie ryż każdego dnia (Mâncați-vă unghiile în fiecare zi, publicat postum în 1985)

### Povesti scurte
- Wilk (fragment de roman) (1954)
- Szkoła (fragment de roman) (1954)
- Złota jesień (fragment de roman) (1954)
- Noc nad piękną rzeką (fragment de roman) (1954)
- Głod (fragment de roman) (1956)
- Pierwszy krok w chmurach (1956) - o colecție de povestiri scurte 
  - Dom mojej matki
  - Robotnicy
  - OK nu
  - Listă
  - Finis perfectus
  - Dwaj mężczyźni na drodze
  - Baza Sokołowska
  - Żołnierz
  - Kancik, czyli wszystko się zmieniło
  - Pijany o dwunastej w południe
  - Odlatujemy w niebo
  - Pierwszy krok w chmurach, Śliczna dziewczyna - ecranizare ca prima parte a filmului Spotkania (Întâlniri, 1957)
  - Najświętsze słowa naszego życia
  - Lombard złudzeń
  - Pętla (scurtă poveste)
- Stacja (1962)
- Opowiadania (1963) [19]
  - Amor nie przyszedł dziś wieczorem
  - Namiętności
  - Port pragnień
  - Zbieg
  - Krzyż
  - Miesiąc Matki Boskiej
  - Szukając gwiazd
  - Powiedz im, kim byłem
  - W dzień śmierci Jego
- Umarli są wśród nas (publicat postum, 1986)
- Pamiętasz, Wanda? (publicat postum, 1986)
- Trudna wiosna (publicat postum, 1986)
- Brat czeka na końcu drogi (publicat postum, 1986)

### Memorii
- Piękni dwudziestoletni (Frumoasa vârstă de 20 de ani, 1966)
- Beautiful Twentysomethings (traducere, la Northern Illinois University Press, de Ross Ufberg, 2013) [20]

### O colecție de eseuri
- Listy z Ameryki (1967)

## Ecranizări ale scrierilor sale
- Koniec nocy (1956, regia: Julian Dziedzina, Paweł Komorowski, Walentyna Uszycka)
- Spotkania (1957, regia Stanisław Lenartowicz)

Spotkania este o dramă în patru părți scrisă și regizată de Stanisław Lenartowicz, cu actorii Ligia Branice-Borowczyk și Adam Fiut care apar în prima parte a filmului. Aceasta este bazată pe povestirea lui Marek Hłasko Śliczna dziewczyna. În prima parte apare un cuplu de tineri, Victor (Adam Fiut) și prietena lui Maja (Ligia Branice) care lucrează în arhiva de filme vechi, de dinainte de război. După ce se termină o proiecție, între Wiktor și Maja izbucnește o ceartă. Fata este însărcinată și dorește bani ca să avorteze. La un moment dat, Wiktor o lovește în față. Maja, cade jos, rostogolind vechile role de film.
- Ósmy dzień tygodnia (1957, regia: Aleksander Ford)
- Pętla (1958, regia: Wojciech Jerzy Has)
- Baza ludzi umarłych (Tabăra morților, 1958, regia: Czesław Petelski)[16]

Filmul Tabăra morților are loc în decorul sumbru al unei baze izolate de transport silvic aflată în Munții Bieszczady. Aici, în condiții foarte grele, lucrează foști pușcăriași și tinerii neconformiști care vor să fugă de civilizație. Filmul este o metaforă a vieții retrase, nefericite și pline de reproșuri, coșmaruri și frica de viitor.
- Wszyscy au odwróceni (1969)
- Suburbs (OF IBIS) (1972, regia: Lordan Zafranović )
- Sonata marymoncka (1987, regia: Jerzy Ridan)
- Isprani (1995, regia: Zrinko Ogresta )

## Vezi și
- Listă de scriitori polonezi
- Listă de polonezi celebri